# برايان بيترسون
برايان بيترسون (بالإنجليزية: Brian Peterson)‏ هو لاعب كرة قدم جنوب أفريقي، ولد في 28 أكتوبر 1936 في فيكتوريا، جوتنج ‏ في جنوب أفريقيا. لعب مع نادي بلاكبول ونادي ديربن سيتي.